# ماري كلوبوالا جادهاف
ماري كلوبوالا جادهاف (1909-1975) فاعلة خير هندية. أسست العديد من المنظمات غير الحكومية في تشيناي وعبر الهند، وغالبًا ما يُنسب لها الفضل في إنشاء أقدم هيئات العمل الاجتماعي المنظمة في البلاد. تٌدير منظمتها نقابة الخدمة أكثر من اثنتي عشرة وحدة ذات صلة بدور الأيتام ومحو أمية الإناث، ورعاية المعوقين وإعادة تأهيلهم إلخ.

## النشأة
ولدت ماري عام 1909 في أوتاكاموند في فترة رئاسة مدراس آنذاك لروستم باتيل وألاماي، عضوًا في مجتمع بارسي البالغ قوامه 300 فرد في مدينة مدراس.
تلقت تعليمها في مدراس وتزوجت من نوجي كلوبوالا في سن 18. أنجبا ابنًا، خسرو، في عام 1930. توفي نوغي كلوبوالا بسبب مرض في عام 1935. بعد ذلك كرست نفسها للعمل الاجتماعي. تزوجت لاحقًا من الرائد شدراكانت، وهو ضابط بالجيش الهندي كان يعمل أيضًا في نفس مجالات العمل الاجتماعي.

## أنشطة
مع احتدام الحرب العالمية الثانية عام 1942، أسست كلوبوالا لجنة الضيافة الهندية بمساعدة مساعدين تم اختيارهم في الغالب من نقابة الخدمة. تمركز عدد كبير من القوات الهندية في مدراس وحولها ولم يكن لديهم سوى القليل من وسائل الراحة. أقنعت السيدة كلوبوالا النساء من جميع المجتمعات ومناحي الحياة بالانضمام إلى الجهود المبذولة لتنظيم مطاعم متنقلة وزيارات للمستشفيات وعلاجات متنوعة وبرامج ترفيهية. تبرع الجمهور بسخاء لصندوق الحرب الذي بدأته لجنة الضيافة التي واصلت جهودها بعد الحرب من خلال مساعدة العسكريين السابقين وعائلاتهم على إعادة تأهيل أنفسهم. قدم الجيش الرابع عشر المنتصر سيفًا يابانيًا لماري تقديراً لجهودها الجبارة. أطلق الجنرال كاريابا على السيدة كلوبوالا لقب "حبيبة الجيش"
بدأت مدرسة مدراس للعمل الاجتماعي في عام 1952، وهي المدرسة الأولى للعمل الاجتماعي في جنوب الهند والثانية في الهند (بعد معهد تاتا للعلوم الاجتماعية - مومباي). عُينت كلوبوالا عمدة مدراس خلفًا للسيد آر إي كاستل لمدة عام واحد 1956.
كما كرمها دوق إدنبرة في زيارته إلى مدراس (تشيناي الآن) في عام 1961.

## جوائز
- عضو في وسام الإمبراطورية البريطانية (عام 1941 مع مرتبة الشرف للعام الجديد) [4]
- بادما شري (1955)
- بادما بوشان (1968)[5]
- بادما فيبهوشان ، ثاني أعلى وسام مدني في الهند (1975)[6]